# Roze bijeneter
De roze bijeneter (Merops malimbicus) is een vogel uit de familie Meropidae (bijeneters).

## Verspreiding en leefgebied
Deze soort komt voor in Angola, Benin, Burkina Faso, Congo-Brazzaville, Congo-Kinshasa, Equatoriaal-Guinee, Ivoorkust, Gabon, Ghana, Nigeria en Togo.